# 日本杜英
日本杜英（学名：Elaeocarpus japonicus），又名薯豆、膽八樹，为杜英科杜英属下的一个种，为常绿乔木，高度可达20米，分布于中国南部及越南、日本，可用来制作家具及种植香菇。

## 扩展阅读
- 維基物種上的相關：日本杜英